# Pierre Langlais
Pierre Charles Albert Marie Langlais (ngày 02 tháng 12 năm 1909 – 17 tháng 7 năm 1988) là một sĩ quan quân đội Pháp đã chiến đấu trong Thế chiến II và Đông Dương. Ông được biết đến là người chỉ huy đặc biệt của quân đồn trú Pháp trong trận Điện Biên Phủ, ông là trung tá làm phụ tá không vận cho Christian de Castries.

## Tiểu sử

### Thời trẻ
Langlais sinh ra tại Pontivy, trong Morbihan, Brittany. Ông đã học Học viện quân sự St Cyr và tốt nghiệp vào năm 1930. Ông đã chọn phục vụ trong Compagnies Méharistes ở Bắc Phi tuần tra sa mạc Sahara.

### Thế chiến II
Langlais ở tại Bắc Phi trong sự thất bại của Pháp trong năm 1940. Sau thất bại của các lực lượng Vichy Pháp trong Chiến dịch Bó đuốc, ông gia nhập Quân đoàn viễn chinh Pháp dự kiến hành động ở Italia. Sau đó ông chuyển sang Đệ nhất quân Pháp dưới sự chỉ huy của Jean de Lattre de Tassigny, hành động ở Alsace và Đức..